# ليشتنبرغ
ليشتنبرغ (اوبرفرانكن) (بالألمانية: Lichtenberg, Bavaria) هي بلدة ألمانية و مدينة تقع في ألمانيا في بافاريا.